# Vipera lotievi
Vipera lotievi är en ormart som beskrevs av Nilson, Tuniyev, Orlov, Höggren och Andrén 1995. Vipera lotievi ingår i släktet Vipera och familjen huggormar. Inga underarter finns listade i Catalogue of Life.
Arten lever vid Kaukasus norra sida i Ryssland och Georgien. Den vistas i regioner som ligger 1000 till 2000 meter över havet. Habitatet utgörs av bergsängar, klippiga områden med buskar och lav samt av stäppliknande landskap.
Denna huggorm har delvis ett överlappande utbredningsområde med Vipera dinniki. Vipera lotievi fördrar de mer torra ställen. Arten hittas ofta vid gnagarnas kolonier.
Beståndet hotas av intensiv fårskötsel i regionen. Några exemplar dödas av lokalbefolkningen som inte vill ha ormar nära sin bostad. IUCN kategoriserar arten globalt som nära hotad (NT).